# Temnothorax mirabilis
Temnothorax mirabilis is een mierensoort uit de onderfamilie van de Myrmicinae. De wetenschappelijke naam van de soort is voor het eerst geldig gepubliceerd in 1996 door Espadaler & Cagniant.